# Manuel Castillo
Manuel Castillo (født 8. februar 1930 i Sevilla, Spanien, død 1. november 2005) var en spansk komponist, pianist, lærer og professor.
Castillo studerede komposition privat hos forskellige lærere i Sevilla, tog derefter til Paris og studerede hos Nadia Boulanger.
Han har skrevet tre symfonier, orkesterværker, kammermusik, operaer, korværker, sange to klaverkoncerter og klaverstykker etc.
Castillo underviste som lærer og senere professor i klaver og komposition på Musikkonservatoriet i Sevilla.

## Udvalgte værker
- Symfoni nr. 1 (1969) - for orkester
- Symfoni nr. 2 (1992) - for orkester
- Symfoni nr. 3 "Digte af lys" (1994) - for orkester
- Sinfonietta "Hyldest til Manuel de Falla" (1996) - for orkester
- 2 Klaverkoncerter (1958, 1966) - for klaver og orkester
- Violinkoncert (1985) - for violin og orkester